# Vladimir Cubrt
Vladimir Jon Cubrt (Ontario, 1º gennaio 1950) è un attore, produttore cinematografico e musicista canadese.

## Biografia
Vladimir Cubrt nasce a Hamilton, nell’Ontario, il 1º Gennaio 1950. Si è diplomato alla scuola di Etobicoke per le arti performative ed alla Ryerson Theatre School.
È noto soprattutto per aver interpretato Garrett Jacob Hobbs nella serie TV Hannibal (2013-2015).

## Carriera
Vladimir è il direttore artistico di Zocalo Toronto, la società di produzione teatrale che ha fondato nel 2006. Sotto l'egida dello Zocalo Toronto, Vladimir ha scritto e prodotto tre spettacoli teatrali: Samkon and Francis Go Swimming, The Weeping Salsa e Flin Flonning.
È inoltre un musicista e compositore autodidatta. Suona la chitarra, la batteria e attualmente sta prendendo lezioni di tromba. Ha composto musica originale per la sua band, M Baby, così come per tutte le sue produzioni.
Vladimir è anche un subacqueo ed ha una certificazione da Rescue Diver. Grande sostenitore dei diritti degli animali, ha unito questi due interessi lavorando per un breve periodo come volontario in una riserva naturale in Sudafrica.

## Filmografia

### Attore

#### Cinema e Cortometraggi
- Omicidio su Internet (Closer and Closer), regia di Fred Gerber (1995)
- Color of Justice, regia di Jeremy Kagan (1997)
- The Hunt for the Unicorn Killer, regia di William A. Graham (1999)
- The Wrong Girl, regia di David Jackson (1999)
- Il marito della sua migliore amica (Her Best Friend's Husband), regia di Waris Hussein (2002)
- Un ospite di Natale (A Christmas Visitor), regia di Christopher Leitch (2002)
- Ham & Cheese, regia di Warren P. Sonoda (2004)
- Confessions of an American Bride, regia di Douglas Barr (2005)
- Ara-para, regia di Douglas Barr (2005)
- Hollywoodland, regia di Allen Coulter (2006)
- The Engagement Party, regia di Mark Raso (2007)
- The Eternal Void, regia di Spencer Maybee (2010)
- Dreemer, regia di Laura Dawe (2012)
- Swept Under - Sulle tracce del serial killer (Swept Under), regia di Michel Poulette (2015)
- I had a Dream, regia di Patrick Hodgson (2015)
- Prueba Occulta, regia di Michel Poulette (2015)
- Prisoner X, regia di Gaurav Seth (2016)
- Kodachrome, regia di Mark Raso (2017)
- Rapina a Stoccolma (Stockholm), regia di Robert Budreau (2018)
- Luba, regia di Caley Wilson (2018)

#### Televisione
- The Hardy Boys - serie TV, episodio 1x05 (1995)
- Hannibal - serie TV, 10 episodi (2013-2015)
- Warehouse 13 - serie TV, episodio 4x16 (2013)

### Produttore
- Flin Flonning (2007)
- The Weeping Salsa (2009)
- Samkon and Francis Go Swimming (2012)

## Doppiatori italiani
- Edoardo Nordio in Warehouse 13
- Manfredi Aliquò in Omicidio su Internet (Closer and Closer)
- Roberto Certomà in Hannibal